# Let It Snow! Let It Snow! Let It Snow!
«Let It Snow! Let It Snow! Let It Snow!» también conocida como «Let It Snow» (Deja que Nieve) es una canción escrita por el letrista Sammy Cahn y el compositor Jule Styne en julio de 1945. Fue escrita en Hollywood, California, durante uno de los días más calurosos registrados.

## Versiones
Fue grabada por primera vez en 1945 por Vaughn Monroe, se convirtió en un éxito popular, alcanzando el número uno en la lista de música Billboard del año siguiente. Una de las canciones más vendidas de todos los tiempos, "Let It Snow!" ha sido una de las canciones más grabadas. Debido a sus letras de temporada, es comúnmente considerado como una canción de Navidad. Sin embargo, a pesar de su aire alegre de fiesta, es una canción de amor que nunca menciona la Navidad. En 1959, Dean Martin grabó la canción para A Winter Romance. También grabó una versión diferente en 1966 para The Dean Martin Christmas Album.
En 1963, Smokey Robinson & The Miracles grabaron la canción para "Christmas with The Miracles". En 1964, Doris Day grabó para The Doris Day Christmas Album. Andy Williams grabó la canción para su álbum Merry Christmas de 1965. En 1998, la banda Chicago grabó la canción para su primer álbum de Navidad, Chicago XXV.

### Versión deJessica Simpson
«Let It Snow! Let It Snow! Let It Snow!» es una versión interpretada por la cantante estadounidense Jessica Simpson, del tema original que popularizó Vaughn Monroe en 1945. Es una canción navideña de género pop. La versión de Jessica, fue lanzada en los Estados Unidos por Columbia Records empresa de Sony Music, durante finales de 2004, como sencillo promocional del cuarto álbum de estudio de la cantante, Rejoyce: The Christmas Album. La canción fue compuesta por Sammy Cahn, Jule Styne y producida por Billymann.

## En listas
| Lista (2004)                      | Mejor posición |
| --------------------------------- | -------------- |
| U.S. Billboard Adult Contemporary | 20             |